# Taillepied
Taillepied är en kommun i departementet Manche i regionen Normandie i norra Frankrike. Kommunen ligger i kantonen Saint-Sauveur-le-Vicomte som tillhör arrondissementet Cherbourg. År 2022 hade Taillepied 17 invånare.

## Befolkningsutveckling
Antalet invånare i kommunen Taillepied
| Referens: INSEE |